# Pászti Elemér
Pászti Elemér, teljes nevén Pászti Elemér Gábor (Szolnok, 1889. december 20. – Budapest, 1965. október 27.) olimpiai ezüstérmes magyar tornász, egyetemi gazdasági főfelügyelő, József Attila sógora.

## Pályafutása
Pászti Sándor és Ritter Antónia gyermeke. Részt vett az 1912. évi nyári olimpiai játékokon Stockholmban. Kettő torna versenyszámban indult, a csapatverseny meghatározott szereken. Ebben a számban ezüstérmes lett 15 csapattársával együtt. Egyéni összetettben a 13. lett.
1914. augusztus 22-én Budapesten, a Ferencvárosban házasságot kötött József Attila testvérével, József Jolánnal, József Áron és Pőcze Borbála gyermekével, akitől 1918-ban elvált.  1925. október 18-án újraházasodott, elvette Deák Mária Ilonát, Deák Lajos és Cseh Ilona gyermekét.
16 év múlva visszatért az 1928. évi nyári olimpiai játékokra Amszterdamba. Az olimpián mind a 7 tornaszámban elindult. Érmet nem szerzett.
Klubcsapata a Budapesti TC volt. 12-szeres magyar bajnok.